# Pseudophilanthus wenzeli
Pseudophilanthus wenzeli är en biart som först beskrevs av Michener och Brooks 1987.  Pseudophilanthus wenzeli ingår i släktet Pseudophilanthus och familjen sommarbin. Inga underarter finns listade i Catalogue of Life.